# 1988-as Formula–1 mexikói nagydíj
Az 1988-as Formula–1 világbajnokság negyedik futama a mexikói nagydíj volt.

## Futam
Mexikóban a rajtnál Prost megelőzte az első helyről induló Sennát, és nyert csapattársa előtt, az újabb kettős győzelmet megszerezve. Berger ért fel a harmadik helyre Piquet-vel való csatája után. Mindkét Lotus a turbó meghibásodása miatt kiesett, így Alboreto negyedik lett.
|         | Rsz. | Versenyző          | Csapat          | Körök | Idő/Kiesések  | Rajthely | Pontok |
| ------- | ---- | ------------------ | --------------- | ----- | ------------- | -------- | ------ |
| 1       | 11   | Alain Prost        | McLaren-Honda   | 67    | 1:30:15,737   | 2        | 9      |
| 2       | 12   | Ayrton Senna       | McLaren-Honda   | 67    | + 7,104       | 1        | 6      |
| 3       | 28   | Gerhard Berger     | Ferrari         | 67    | + 57,314      | 3        | 4      |
| 4       | 27   | Michele Alboreto   | Ferrari         | 66    | + 1 kör       | 5        | 3      |
| 5       | 17   | Derek Warwick      | Arrows-Megatron | 66    | + 1 kör       | 9        | 2      |
| 6       | 18   | Eddie Cheever      | Arrows-Megatron | 66    | + 1 kör       | 7        | 1      |
| 7       | 19   | Alessandro Nannini | Benetton-Ford   | 65    | + 2 kör       | 8        |        |
| 8       | 20   | Thierry Boutsen    | Benetton-Ford   | 64    | + 3 kör       | 11       |        |
| 9       | 29   | Yannick Dalmas     | Larrousse-Ford  | 64    | + 3 kör       | 22       |        |
| 10      | 26   | Stefan Johansson   | Ligier-Judd     | 63    | + 4 kör       | 24       |        |
| 11      | 24   | Luis Perez-Sala    | Minardi-Ford    | 63    | + 4 kör       | 25       |        |
| 12      | 14   | Philippe Streiff   | AGS-Ford        | 63    | + 4 kör       | 19       |        |
| 13      | 32   | Oscar Larrauri     | Euro Brun-Ford  | 63    | + 4 kör       | 26       |        |
| 14      | 31   | Gabriele Tarquini  | Coloni-Ford     | 62    | + 5 kör       | 21       |        |
| 15      | 9    | Piercarlo Ghinzani | Zakspeed        | 61    | + 6 kör       | 18       |        |
| 16      | 16   | Ivan Capelli       | March-Judd      | 61    | + 6 kör       | 10       |        |
| Kiesett | 1    | Nelson Piquet      | Lotus-Honda     | 58    | Motorhiba     | 4        |        |
| Kiesett | 22   | Andrea de Cesaris  | Rial-Ford       | 52    | Váltó         | 12       |        |
| Kiesett | 2    | Nakadzsima Szatoru | Lotus-Honda     | 27    | Motorhiba     | 6        |        |
| Kiesett | 5    | Nigel Mansell      | Williams-Judd   | 20    | Motorhiba     | 14       |        |
| Kiesett | 10   | Bernd Schneider    | Zakspeed        | 16    | Motorhiba     | 15       |        |
| Kiesett | 6    | Riccardo Patrese   | Williams-Judd   | 16    | Motorhiba     | 17       |        |
| Kiesett | 25   | René Arnoux        | Ligier-Judd     | 13    | Baleset       | 20       |        |
| Kiesett | 36   | Alex Caffi         | Dallara-Ford    | 13    | Fékek         | 23       |        |
| Kiesett | 15   | Maurício Gugelmin  | March-Judd      | 10    | Elektronika   | 16       |        |
| Kiesett | 30   | Philippe Alliot    | Larrousse-Ford  | 0     | Felfüggesztés | 13       |        |
| NK      | 23   | Adrián Campos      | Minardi-Ford    |       |               |          |        |
| NK      | 3    | Jonathan Palmer    | Tyrrell-Ford    |       |               |          |        |
| NK      | 21   | Nicola Larini      | Osella          |       |               |          |        |
| NK      | 4    | Julian Bailey      | Tyrrell-Ford    |       |               |          |        |
| Kizárva | 33   | Stefano Modena     | Euro Brun-Ford  |       | Kizárva       |          |        |

## Statisztikák
Vezető helyen:
- Alain Prost: 67 (1-67)

Alain Prost 31. (R) győzelme, 22. leggyorsabb köre, Ayrton Senna 20. pole-pozíciója.
- McLaren 59. győzelme.